# Shao Kahn
Shao Kahn o General Shao, es un personaje ficticio de la serie de videojuegos de lucha Mortal Kombat que suele tener el papel de jefe o anunciador. Fue introducido por primera vez en Mortal Kombat II en 1993.
Shao Kahn es el emperador del Mundo Exterior, conocido por su fuerza divina, su extrema brutalidad y su conocimiento de la magia negra, sirve como el principal antagonista en la mayoría de la serie de juegos y la franquicia extendida. Al igual que su subordinado Shang Tsung, tiene el poder de consumir otras almas. Más adelante en la serie, sus habilidades se suavizan para hacer que otros jefes se vieran superiores. La esposa de Shao Kahn era Sindel, y también era una figura paterna para Kitana y Mileena.

## Sobre Shao Kahn
Su rasgo más destacable es su casco con un cráneo. Siendo uno de los hechiceros en la serie de Mortal Kombat, Shao Kahn es el Emperador del mundo exterior. Se parece a un rey-guerrero asiático en muchos sentidos, e incorpora el mal en muchas formas. Lo conocen por su fuerza divina, la insensibilidad extrema, la brutalidad, su cariño por las ejecuciones personales y su amor por tildar a los pobres jugadores, además, sobrepasa el nivel de un simple hechicero por su inteligencia y conocimiento de la magia negra. Posee la habilidad de tomar almas, la cual enseñó a su subordinado Shang Tsung. Su fuerza mayor es probablemente la capacidad de luchar por sus objetivos con gran tenacidad y su capacidad organizativa, siendo sus mayores debilidades su arrogancia y su exceso de confianza.

## Roles en los juegos de Mortal Kombat

### Primeros años
Shao Kahn originalmente apareció en el Outworld durante el reinado de Onaga mientras este gobernaba como el Rey Dragón sirviéndole a Onaga como su asesor militar y estratega. El reinado de Onaga se había vuelto el más poderoso de todos los reinos y buscó una forma de ser inmortal. Antes de que pudiera alcanzar su meta, Shao Kahn traicionó y mató a Onaga y posteriormente tomó su reino. Ahora estando él gobernando, empezó su plan de conquista y fusión de los reinos al Outworld. A las conquistas las realizaba a través de la invasión directa o a través del Mortal Kombat, y la fusión mediante unos orbes mágicos que permitían que los reinos estuvieran unidos al Outworld. Un gran logro en sus victorias militares es la combinación de Edenia con Outworld. Después de que sus guerreros ganaron en Mortal Kombat, Kahn invadió el reino. En el campo de batalla, Kahn mató al Rey Jerrod, y tomó a la Reina Sindel como su esposa para así legitimar su derecho al trono, criando a su hija, la Princesa Kitana, como si fuera su propia hija. Shao Kahn Hizo que entrenaran a la joven princesa como una asesina. Sindel murió de forma misteriosa al poco tiempo, manteniendo Shao Kahn su alma en el Outworld.
También cabe destacar en sus conquistas la destrucción del Reino de Zaterra (reino de origen de los raptores, como Reptile, Chameleon y Khameleon) y el anexamiento de reinos como Kuatan, Vaeternus, Arnyek y Osh-Tekk

### Mortal Kombat II
Muchos años después, Kahn eligió a la Tierra como su próxima conquista. Envió a Shang Tsung y finalmente a Goro para prepararla para la invasión en caso de que Goro mantuviera su posición de campeón. El punto de inflexión se produjo cuando el príncipe Goro derrotó al Gran Kung Lao e inició una racha ganadora que duraría 500 años. Shang Tsung supervisó el torneo. El décimo Mortal Kombat sin embargo, vio la derrota de Goro y Shang Tsung por Liu Kang, arruinando así el plan de quinientos años para la invasión de Kahn a la Tierra.
Al ser derrotado, Shang Tsung huyó al Outworld para rendirle cuentas al Emperador, suplicando por su vida y ofreciéndole un plan que consistía en atraer a los guerreros de la tierra al Outworld para eliminarlos mediante su propio Mortal Kombat, y así no podrían causar ningún daño a los planes de invasión. El plan era perfecto, dado que los guerreros de la Tierra estaban obligados a participar dado que el negarse le permitiría a Shao Kahn invadir el reino de la Tierra automáticamente y también sería la oportunidad perfecta para Shao Kahn de eliminar a los guerreros de la Tierra en persona. De una u otra forma, Tsung convenció a Kahn, y este le restauró la juventud. Shao Kahn ordenó el secuestro de Sonya Blade y junto con Kano los utilizó como cebo. Para enfurecer a Liu Kang ordenó a las tropas tarkatan (al mando de Baraka) que destruyeran los templos shaolin. Kahn vio pacientemente a los guerreros caer en la trampa. Pero a pesar de su gran poder, se empezó a dar cuenta de cómo estos avanzaban en su torneo; el momento cúlmine fue cuando Shang Tsung y Kintaro fueron derrotados. Esto hizo enfurecer al Emperador, quien mandó a llamar a su ejército para con este aniquilar a los guerreros de la Tierra. A estos no les quedó otra opción que huir de vuelta a la Tierra. (Hechos de Mortal Kombat Shaolin Monks).

### Mortal Kombat 3
Habiendo fallado nuevamente al perder el falso torneo, Shang Tsung se aprontaba ahora sí a la ejecución por parte del Emperador, pero al contrario de esto a Tsung se le dio mucho más poder y juventud que nunca. A Shao Kahn aún le quedaba un plan bajo la manga, la reina Sindel, cuya alma poseía Kahn, sería devuelta a la vida pero no en el Outworld, sino en la Tierra para así usarla como pretexto para poder invadirla sin que los Dioses Antiguos pudieran darse cuenta de que había quebrado las reglas de Mortal Kombat. Kahn puso a Shang Tsung a cargo junto a los sacerdotes de las sombras, para hacer el trabajo de revivir a la difunta reina, cumplido el trabajo Shao Kahn cruzó las barreras interdimensionales para reclamar a su reina y usó su poder para fusionar la Tierra con el Outworld. Reclamó todas las almas de la Tierra como suyas, pero hubo unas pocas que no pudo tomar, eran la de los guerreros elegidos por Raiden, el Dios protector de la Tierra. Kahn creó escuadrones de exterminio eligiendo a los centauros (en demeteritación de los Shokan que le habían fallado en reiteradas ocasiones) para cazar y matar a los demás supervivientes. Serían los elegidos los guerreros que tendrían la tarea de detener a Kahn. En el desenlace fueron Kung Lao y Liu Kang los que llegaron a enfrentarse al mismísimo Shao Kahn en su fortaleza. El primero en hacerle frente fue Kung Lao, quien fue rápidamente derrotado. Acto seguido al pensar que su amigo había muerto Liu Kang se dio ánimos de enfrentar al emperador: un gran combate, Shao Kahn llevaba las de ganar, pero misteriosamente perdió el control de las almas que había tomado de los humanos, y, por ende, del portal que había creado para unir la Tierra con el Outworld, siendo absorbido por este junto a su fortaleza, como se puede apreciar en epílogo del Mortal Kombat 3.

### Mortal Kombat: Deadly AllianceyMortal Kombat: Deception
El emperador había quedado muy débil después de su derrota en la Tierra, y así permanecería por varios años, manteniéndose inactivo durante la guerra de Shinnok contra los dioses. Los Edenianos, que también se habían liberado de su fusión con el Outworld, habían hecho la paz y tratados militares con los Shokan, y estaban listos para atacar el Outworld en pocos años. Se había corrido el rumor que el emperador estaba débil y sus enemigos mandaron sicarios para asesinarlo, fallando todas estas en manos de sus leales guardianes, Noob Saibot y Reptile. Su ejército comandado por Kano, quién resultó ser un hábil general, logró mantener a raya a las fuerzas combinadas de Edenia y los Shokan. Shao Kahn ordenó a Noob Saibot herir de gravedad a Goro, y Reptile fue enviado en busca de Shang Tsung, quién se encontraba trabando una alianza con Quan Chi. Poco después de formada esta alianza, los hechiceros se dirigieron al salón del trono imperial y jurando falsa lealtad aparentemente lo mataron.
En Mortal Kombat: Deception se ve que Shao Kahn no fue asesinado, sino el que había sido asesinado por la deadly alliance fue un clon, creado por el verdadero Shao Kahn para desviar la atención de sus enemigos, mientras él iba hacia lo salvaje para recuperar su poder. También se revela que Shao Kahn apareció ante un malherido Goro a quien reanimó con su poder, así recuperando de nuevo la lealtad.

### Mortal Kombat: Armageddon
Tras haber recuperado su poder, que había perdido tras su derrota en la Tierra, Shao Kahn estaba listo para su regreso. Lo primero que hizo fue revivir de nuevo a Shang Tsung, cuya alma le pertenecía incluso más allá de la muerte, pero esta vez le daría un cuerpo débil y desagradable. Ahora Shao Kahn cobraría una vieja deuda, él y Goro se dirigieron hacia el pueblo de origen de Li Mei Lei Chen (quienes se habían revelado tiempo atrás en contra del emperador) arrasando con el poblado y matando a todos sus habitantes, cuyas almas eran absorbidas por Shang Tsung. Cumplido esto a Shao Kahn le quedaba aún la cosa más importante que hacer: recuperar el control de su fortaleza que había sido tomada por las fuerzas edenianas de Kitana,
por órdenes de Mileena quien se estaba haciendo pasar por la princesa. Shao Kahn, Goro y Shang Tsung empezaron el asalto a la fortaleza, Mileena, que se encontraba en el salón del trono, se dirigió al balcón imperial para ver qué era lo que estaba sucediendo, se aterrorizó al ver de nuevo a Shao Kahn, quien se presumía muerto años atrás; a su lado el príncipe Shokan Goro y a Shang Tsung su creador, ordenó a sus magos edenianos usar su magia para proteger la puerta que conduce al trono. En un despliegue de magia y fuerza bruta, Shao Kahn y sus aliados acabaron con todos a su paso hasta llegar a la puerta del trono, la magia de los hechiceros edenianos no fue rival para el poder de Kahn que con su último martillazo derribó la puerta. Shao Kahn entró con su arrogancia de siempre y se dirigió hacia la "princesa", los magos se pusieron al frente para proteger a su princesa, pero ésta los mató por la espalda, sacándose el velo y haciendo reverencia dio la bienvenida a su maestro. Shao Kahn le ordena que capture al guerrero de la tierra Shujinko para usarlo como carnada para atraer a Onaga a su fortaleza, para formar una supuesta "alianza".
En el Modo Konquest Raiden le dice a Taven "He hecho un acuerdo con Shao Kahn, él liberará Earthrealm cuando sus tropas ganen". Extrañado, Taven le dice "¿Earthrealm?", a lo que él responde "Sí, porque a cambio, evitaré que cumplas tu misión".

#### Final
Blaze no fue reto para Shao Kahn el Konquistador. Con su fuerza incrementada diez veces, las fuerzas de la Luz no pudieron defenderse de su invasión final mientras unía cada reino con Outworld. Pero su triunfo máximo pronto sería su caída. Al no quedar nada que conquistar, Shao Kahn enloqueció.
 (Estas son las palabras de Argus).
Este final y el de Taven son los únicos que se cumplen en MK:A, ya que todos los kombatientes potencian sus poderes asesinándose entre sí y dejando a Shao Kahn como vencedor supremo, siendo Raiden su último oponente. Pero justo cuando estaba por dar el golpe de gracia, Raiden envía el mensaje a su yo del pasado, tal como se aprecia en la Intro del modo historia de Mortal Kombat 2011.

### Mortal Kombat 2011
Como ya se dijo, el inicio del modo historia muestra a los Kombatientes masacrados de diversas formas al haber sido potenciados por la energía de un Blaze derrotado por Taven. En la cima de la pirámide de Argus, Raiden a duras penas resistía el ataque de Shao Kahn, el cual se burla de la inacción de los Dioses Antiguos. Pero justo cuando iba a acabarlo, Raiden envía un mensaje psíquico a su yo del pasado, reiniciando la saga.
Al igual que en la Trilogía original, Shao Kahn está ansioso por conquistar la Tierra esperando la victoria de sus guerreros en el Mortal Kombat, pero Goro y Shang Tsung son derrotados por Liu Kang . El hechicero suplica por una nueva oportunidad para hacer un torneo en el Outworld así los guerreros de la Tierra no saldrían vivos, plan que el Emperador aceptó. Raiden tenía visiones de como Liu Kang vencía a Shao Kahn en el último kombate (a medida que avanzaban los kombates y si se cumplían las visiones, el amuleto se iba rompiendo), y para tratar de cambiar la historia, envía a Kung Lao a derrotar al Emperador. El shaolin mostrando sus virtudes como guerrero derrota al emperador, pero este consigue levantarse y ataca a Kung Lao a traición, matándolo al romperle el cuello, lo que causa la ira de Liu Kang, quien lo desafía y derrota, hiriéndolo de gravedad. Al cumplirse el presagio de Raiden, el amuleto se deteriora más, desesperando al Dios del Trueno.
Quan Chi rescató al malherido emperador regresándolo a la fortaleza, allí se iniciará el plan definitivo para invadir la Tierra usando a la reina Sindel como excusa. Con la ligera diferencia de que en esta ocasión, Quan Chi usaría sus poderes de Necromancia para resucitar a Sindel.
Cuando la fusión de los reinos esta en su apogeo, Shao Kahn pisa la Tierra reclamando a su reina, pero es enfrentado por Raiden y Liu Kang (Raiden intento obtener ayuda de Quan Chi, pero este se negó ya que tomó las almas de los guerreros caídos para sí mismo). Raiden le pidió a Liu Kang que no pelee (ya que no modificaría el tiempo), pero este se niega y lo desafía. Raiden lo derrota, sin embargo, la determinación de Liu Kang es fuerte, ocasionando que intente alejar al Dios del trueno, Raiden lanza sin querer una descarga eléctrica que finalmente lo mata. Luego de la muerte de Liu Kang, Shao Kahn se planta ante Raiden para reclamar la Tierra. Raiden no sabe cómo detener al Emperador, quien lo golpea brutalmente.
En ese momento, Raiden recuerda las últimas palabras de su yo del futuro (el de la trilogía original): Él debe ganar, siendo de hecho permitir que Shao Kahn invada al reino de la Tierra sin haber peleado en Mortal Kombat para que así los Dioses Antiguos pudieran intervenir. Raiden se rinde y deja a Shao Kahn la victoria, quebrantando así la regla de los Dioses Antiguos de que el Mortal Kombat era la única manera de decidir el destino de la Tierra. Desde el cielo, un poder divino en forma de dragones dorados rodea a Raiden y lo recupera y potencia. El dios del Trueno reta a Shao Kahn a un último Mortal Kombat y lo derrota, causando su irremediable muerte a manos de los entes divinos como castigo por haber roto las reglas y librando a la Tierra del Outworld...a un costo muy grande.
En este juego, Shao Kahn es el jefe final y no es seleccionable, pero igualmente tiene sus movimientos personales:

#### Ataque X-Ray
De un martillazo, Shao Kahn tumba a su enemigo y le pisa la cabeza, luego lo levanta de un brazo y le da un fuerte cabezazo.

#### Fatalities
- Martillazo: Shao Kahn toma a su enemigo por el cuello y lo eleva por los aires, y antes de que caiga, le da un martillazo que lo despedaza por completo. Es similar a la que hace en MK: Deception.

- Rompetorso: Shao Kahn empala sus dos manos en el pecho del oponente y usando su fuerza descomunal, lo parte completamente al medio. En un tráiler del juego Shao Kahn acaba con Raiden de esta manera.

#### Babality
Shao Kahn se convierte en un bebé con el casco y la armadura, mirando para todos lados descubre su sombra a la que insulta diciéndole "You Suck!!"(Apestas!!), luego se pone en su clásica pose de risa, pero riéndose como un bebé.

### Mortal Kombat 11
La versión de Shao Kahn que se encontraba en plena batalla contra los guerreros de la Tierra en los acontecimientos de Mortal Kombat II, es traída a la vida gracias a la manipulación de las arenas del tiempo por parte de Kronika. Al resucitar Shao Kahn se encuentra con un Kotal Kahn del presente que estaba ocupando su trono tras los hechos de Mortal Kombat X, por lo que enardecido decide atacarlo y sacarlo de su trono por la fuerza, fallando en el intento siendo rescatado por D'Vorah, quien lo lleva a su base, El Panal Perdido de los Kytinn.
Allí el emperador se entera de los hechos que sucedieron después de su muerte a manos de Raiden, como el ascenso y caída de su hija Mileena como Kahn; cuando es visitado por Kronika quien le propone una alianza para cambiar los hechos de la historia iniciados en MK9 y borrar al Dios del Trueno de la existencia, a la que el Kahn acepta.
Rápidamente Shao Kahn toma contacto con sus antiguos comandantes Baraka y Skarlet; atricherándose en el Campamento de Guerra de los Tarkatanos, esperando y tendiendo una trampa para Kotal Kahn. Finalmente el emperador logra apresar al Osh Tekk, y se prestaba a ejecutarlo en el Koliseo, sin embargo; es interrumpido por Kitana quién iba a acompañada de Baraka, Sheeva, Erron Black y demás guerreros del Mundo Exterior que había reunido en una rebelión contra su padrastro. Es entonces que inicia la batalla entre los dos emperadores, saliendo Shao Kahn victorioso incapacitando a Kotal Kahn; justo cuando le iba a dar el golpe de gracia es interceptado con Kitana quien lo desafía en Kombate, resultando vencedora esta última; asesinándolo y proclamándose Kahn del mundo exterior por la abdicación de Kotal Kahn.
Shao Kahn aparece como personaje DLC si preordenaste el juego Mortal Kombat 11. Tiene una apariencia distinta a otras entregas sobre todo en su casco, que asemeja al cráneo y casco de Onaga.

#### Fatal Blow
Da varios tajos con su lanza de combate, para seguidamente estrellarlo contra el piso y empalarlo. Finalmente lo remata con un golpe de su martillo.

#### Fatalities
- Espalda Reventada: Golpea dos veces con su martillo hasta someter a su oponente, para golpear con tal fuerza su cabeza que esta sale disparada junto a su espina dorsal, atravesando y reventando sus costallas y cavidades.

- Kahn secuencia: De un solo martillazo hunde la cabeza de su oponente hacia su torso, seguido de apuñalar a su oponente con su lanza, levantándolo y haciéndolo caer pesadamente. Producto de ello, su cabeza se desliza junto a sus entrañas hacia el suelo, pasando por todas sus cavidades.

#### Brutalities
- El Klásico: Para la realización de esta brutality debes asestar un gancho como golpe final al oponente sin haber bloqueado ningún ataque durante el round. Si logras hacerlo la cabeza del oponente saldrá disparada producto del impacto.

- Liquidado: Deberás realizar una estocada de martillo como ataque final para hacer esta brutality. El Kahn saltará y golpeará salvajemente con su martillo al oponente destrozándolo en el acto.

- Espiral Hacia Afuera: Esta brutality se hará con la Aniquilación Amplificada como último ataque. El emperador rematará su ataque con su martillo, dislocando la columna del oponente, lo que causará que su torso salga volando hacia arriba, dando vueltas en espiral.

- Cargando a través: El último golpe deberá ser la Carga de Hombro. El tirano golpeará el torso de su oponente con el hombro, atravesándolo en el acto y partiéndolo verticalmente en dos.

- Mar...tillo: El agarre hacia atrás deberá ser el último ataque. Le propina una paliza a su oponente con su martillo, desmembrandolo con el último golpe.

- El Croquet del Kahn: Agotarás la vida del oponente con un agarre hacia adelante como último ataque. El oponente es golpeado tres veces por el emperador con su martillo, arrancándole la cabeza con el último golpe.

- Empalamiento de Cabeza: Se deberá efectuar la combinación MUERE. En el último golpe el Kahn ataca salvajemente a su oponente con su lanza, estocándolo desde abajo y empalando su cabeza fuera de su cuerpo.

#### Final Arcade
"Conquisté la historia al igual que los reinos, combinando millones de líneas temporales potenciales en una singularidad. El universo se reestructuró a mi imagen y todo es lo que debe ser. Los débiles sirven a los fuertes. Los fuertes compiten por poder, riquezas y mi favor en Mortal Kombat. Por siglos, el campeón del torneo se mantuvo invicto. Ese campeón... soy yo. Salve Conquistador... ¡Salve, Shao Kahn!"

## Otras apariciones

### Mortal Kombat: Shaolin Monks
Shao Kahn aparece en MK: Shaolin Monks como el enemigo principal del juego, recapitulando los hechos del MK2, en el Shao Kahn dirige a sus enemigos de la Tierra hasta su arena de combate, donde tiene una pelea final contra los héroes Liu Kang y Kung Lao, siendo derrotado finalmente por Raiden quién lo convierte en piedra para ser remata por los jóvenes Shaolin.

#### Fatality
- Golpe del Emperador: Shao Kahn ataca a su oponente violentamente con su martillo, para luego rematarlo dejándolo sentado sobre su trono.

### Mortal Kombat vs DC Universe
Es un personaje desbloqueable junto al maligno Darkseid de DC Comics. Al inicio de la historia aparece en "El Cementerio", siendo sometido por Raiden tras una aparente nueva derrota a manos de los guerreros de la Tierra. Shao Kahn se enfurece al ver que su aliado Quan Chi trata de abandonarlo y lo golpea fuertemente con su martillo, mientras raiden lo ataca mandándolo hacia el portal que había convocado el nigromante y seguido de una fuerte explosión desaparece. Dicha explosión sucede al simultáneo con la que había provocado Superman al atacar a Darkseid quien también se disponía a escapar, provocando la fusión de ambos villanos en una entidad conocida como "Dark Kahn", quien figura como el villano principal del videojuego.

#### Final
"Derrotado, Shao Kahn fue aprisionado en la Zona Fantasma, usada para mantener a peligrosos criminales kriptonianos por su habilidad de hacerlos impotentes. Sin embargo, posiblemente debido a la naturaleza mágica de su fuerza, la Zona Fantasma tuve un efecto contrario en Shao Kahn, en vez de neutralizarlo, revitalizó al emperador, permitiéndole escapar. Con él, un incontable número de criminales, se liberaron de milenios de confinamiento, agradecidos le juraron lealtad a Shao Kahn, y ahora lo siguen en su búsqueda por konquistar los universos".

## Recepción
Shao Kahn ha sido nominado a los premios Nintendo Power 94 y 95 en la categoría "Peor villano" (en realidad significa el mejor villano) del año, llegando al segundo lugar en 1995. En las eliminaciones de la encuesta de votación de GameSpot para el título de "El Villano más Grande de Todos los Tiempos", Shao Kahn ganó contra el oficial Tenpenny de Grand Theft Auto: San Andreas pero apenas (49,9% a 50,1%) pero perdió ante el General RAAM de Gears of War. GamesRadar también elogió el papel de Shao Kahn como antagonista, colocándolo en su lista de 2013 de los mejores villanos en la historia de los videojuegos en el número 24, fue incluido entre los 12 jefes de juegos más injustos en 2014. Complex lo clasificó a Shao Kahn de Mortal Kombat II como el jefe "más genial" en la historia de los juegos de lucha en 2012, afirmando que "en la historia de los juegos de lucha, ningún jefe ha alguna vez ha sido más genial o más emocionante perder contra".
En 2011 ScrewAttack clasificó a Shao Kahn como el cuarto mejor personaje de Mortal Kombat. Por otro lado GamePlayBook lo clasificó como el cuarto peor personaje de Mortal Kombat, y lo criticó por parecer "fracasó en el campo de entrenamiento de la WWE". Incluso el personaje de MK Johnny Cage hizo una broma sobre su aparición en MK9. En la lista de los mejores personajes de Mortal Kombat de 2012 de UGO, Shao Kahn se ubicó en el puesto 16. En su lista retrospectiva de personajes de MK, UGO declaró que lo que más le gustaba de él era el hecho de que "su voz es la voz del locutor escuchado a lo largo de la serie". Complex lo colocó en el séptimo lugar en su lista de 2013 de los luchadores más brutales en Mortal Kombat, y agregó que era brutal no solo en su fuerza sino también en su astucia". Fue votado como el noveno personaje más importante de la serie en una encuesta realizada por Dorkly ese mismo año.
En 2010, Game Informer lo incluyó en su lista de los padres "más horribles" de los videojuegos, comentando que "es más como un padrastro abusivo y borracho que como un padre biológico horrible y también es un marido terrible". La encarnación del personaje en Mortal Kombat 2011 ha sido criticada por lo difícil que es derrotarlo hasta el punto de frustrar a los jugadores; ese mismo año, CraveOnline lo incluyó en la lista de los cinco principales "jefes que quieres matar pero no puedes". La lucha contra Shao Kahn en Mortal Kombat 3 también se destacó por su dificultad; en 2013.